# Catwoman: Hunted
Catwoman: Hunted (br: Mulher-Gato - A Caçada) é um filme de animação de 2022 distribuído pela Warner Bros. e produzido pela companhia japonesa OLM. Foi dirigido por Shinsuke Terasawa e escrito por Greg Weisman. O filme é baseado nos personagens fictícios dos quadrinhos da DC Comics. Foi lançado diretamente para DVD e Blu-Ray, além do serviço de streaming da HBO Max.

## Sinopse
A trama segue Selina Kyle (Elizabeth Gillies), a Mulher-Gato, em uma tentativa de roubar uma valiosa joia de uma luxuosa mansão pertencente a um grupo criminoso internacional. Após tentar fugir com o item, ela é parada por Batwoman (Stephanie Beatriz) e pela Interpol, representada pelos agentes Julia Pennyworth (Lauren Cohan) e King Faraday (Jonathan Frakes), sendo persuadida a ajuda-los a desmontar o citado grupo criminoso em troca de sua liberdade.

## Produção
Foi anunciado em 17 de agosto de 2021, sendo divulgado também o diretor, roteirista e elenco do filme.O primeiro trailer foi revelado durante o evento DC FanDome, junto com a data de lançamento.

## Elenco
Elizabeth Gillies como Mulher-Gato/Selina Kyle
Stephanie Beatriz como Batwoman/Kate Kane
Jonathan Banks como Máscara Negra/Roman Sionis
Lauren Cohan como Julia Pennyworth
Jonathan Frakes como King Faraday
Kirby Howell-Baptiste como Mulher-Leopardo/Barbara Minerva
Zehra Fazal como Talia Al Ghul

## Recepção
Jesse Schedeen, da IGN, deu uma nota 9/10 para o filme, dizendo que "...é uma aventura super-heroíca com gostinho de anime que está na lista de melhores da linha de filmes do universo DC".
Dillon Gonzales, pro site Geek Vibes Nation, escreveu uma review positiva do filme dizendo que "...marca as boas-vindas ao DCAU dando os holofotes a mulheres que não são chamadas Mulher-Maravilha".
Apesar das críticas positivas, o filme possui uma avaliação de 47% de 100 do público no site do Rotten Tomatoes.